# Почта (рассказ)
Почта — рассказ Антона Павловича Чехова. Написан в 1887 году, впервые опубликован в 1887 году «Петербургской газете» № 252 от 14 сентября с подписью А. Чехонте.

## Публикации
Рассказ А. П. Чехова «Почта» написан в 1887 году, впервые опубликован в 1887 году «Петербургской газете» № 252 от 14 сентября с подписью А. Чехонте, в 1890 году вошел в сборник «Хмурые люди», в собрание сочинений А. Чехова, издаваемое А. Ф. Марксом.
При жизни Чехова рассказ переводился на сербскохорватский и шведский языки.

## Сюжет
Действие рассказа происходит рано утром осенью в городском почтовом отделении. Почтальон Игнатьев собирается отвозить на станцию к поезду на лошадях почтовые отправления. Приемщик попросил прихватить на станцию по пути задаром его племянника Михайло — студента. Почтальон согласился. Несмотря на темноту, они вскочили на тарантас и уехали. Дорога на станцию проходила через лес.
По дороге студент пытался завести разговор с почтальоном, но тщетно. За городом с ними случилось происшествие. Тарантас неожиданно подскочил, лошади испугались и понесли. Студент больно ударился, а почтальон и вещи выпали из тарантаса. Выехав из леса, тройка лошадей остановилась. Ямщик загрузил выпавший чемодан, почтальон уселся на свое место и они опять поехали на станцию.
Студент вновь пытался разговорить почтальона, но тот сказал: «Как вы любите говорить, ей-богу! Разве не можете молча ехать?» Наконец они приехали на станцию и стали ждать приезда почтового поезда.

## Критика
Рассказ нравился писателю А. И. Эртелю, который отмечал: «Нонешним летом я имел случай познакомиться с книжкой его последних рассказов, и, что Вам скажу, большой это талант. Мало того, в нем есть и серьезное содержание, хотя оно и не всегда уловливается казенною меркою „направления“. Так, во многих рассказах последнего томика с такой силой указана трагическая власть „мелочей“ — в „Почтальоне“, в докторе, давшем пощечину фельдшеру, — что, право, стоит всякого направления». С этого рассказа Эртель стал высоко ценить А. П. Чехова, как писателя.
Публицист Н. К. Михайловский ссылаясь на рассказ, пенял на равнодушие Чехова, случайность тем. Он писал: «Никому, решительно никому ни тепла, ни радости, хотя именно в этом рассказе бубенчики так мило пересмеиваются с колокольчиками».
Критик П. Краснов появление образа «хмурого человека» в рассказе Чехова объяснял пошлостью и скукой, царящими в обществе.
Ф. Пактовский писал, что рассказе «Почта» Чехов «изображает тяжелые моменты жизни тех людей, коим судьба дала в удел лишь нужду, тяжелую работу за кусок хлеба, но не дала надежды на лучшее в их положении».